# Лоренцо ді Креді
Лоренцо ді Креді (італ. Lorenzo di Credi, справжнє ім'я Lorenzo d'Andrea d'Oderigo; 1459, Флоренція — 1537) — італійський художник з міста Флоренція. Учень Андреа дель Верроккйо та його спадкоємець. Представник Флорентійської школи живопису. Відомий як майстер релігійних картин. Іноді робив портрети.

## Життєпис

### Походження
Народився у Флоренції. Походить з родини ювеліра. Ймовірно, батько і був його першим вчителем.

### Майстерня Верроккйо

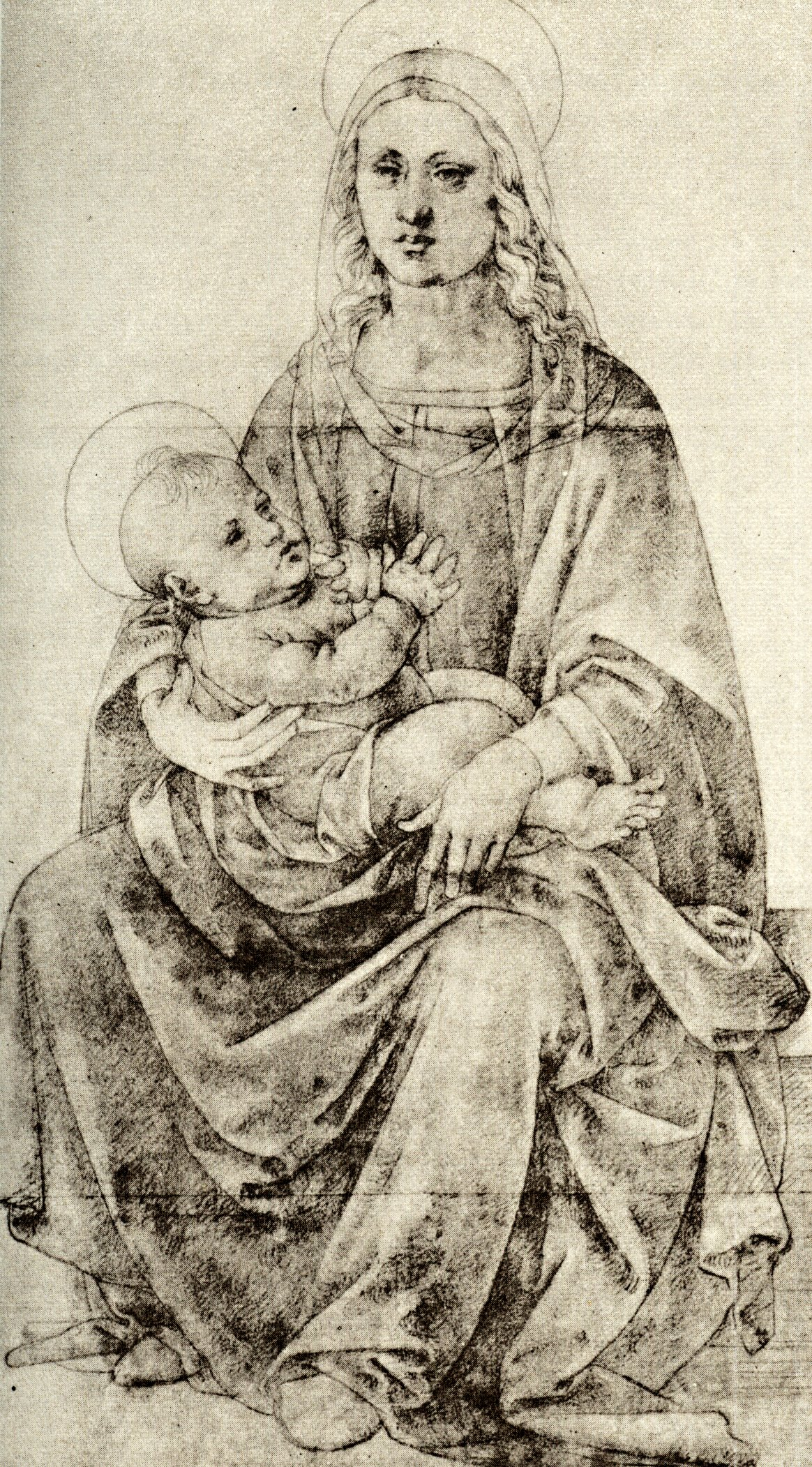
Лоренцо ді Креді. Малюнок для вівтаря

Серед ремісничих майстерень Флоренції особливе місце посіла боттега (майстерня) Андреа дель Верроккйо. Ще за середньовічною звичкою той  береться за виконання широкого кола замовлень — від декоративних робіт і облаштування свят до скульптур, надгробків і створення картин. Він бере учнів, що мають хист до мистецтв, і разом з ними працює над замовленнями.  Процес навчання ще не став спеціалізованим і вузьким, тому учні готують фарби, малюють зразки, виконують усі етапи моделювання скульптур чи створення фресок, тобто наслідують універсальність, притаманну майстрам доби кватроченто. Але Верроккйо пощастило на учнів і помічників. Майже водночас до нього прийшли обдаровані підлітки та парубки, що стануть визначними майстрами другої половини 15 ст., серед яких 
- П'єтро Перуджіно
- Сандро Боттічеллі
- Леонардо да Вінчі
- Лоренцо ді Креді

Наскільки близькі на той час художні манери учнів Верроккйо, показує порівняння їхніх творів раннього періоду. Вони користуються одними й тими ж зразками, хоча вже помітні деякі розбіжності дорослішаючих, міцніючих індивідуальних манер художників.

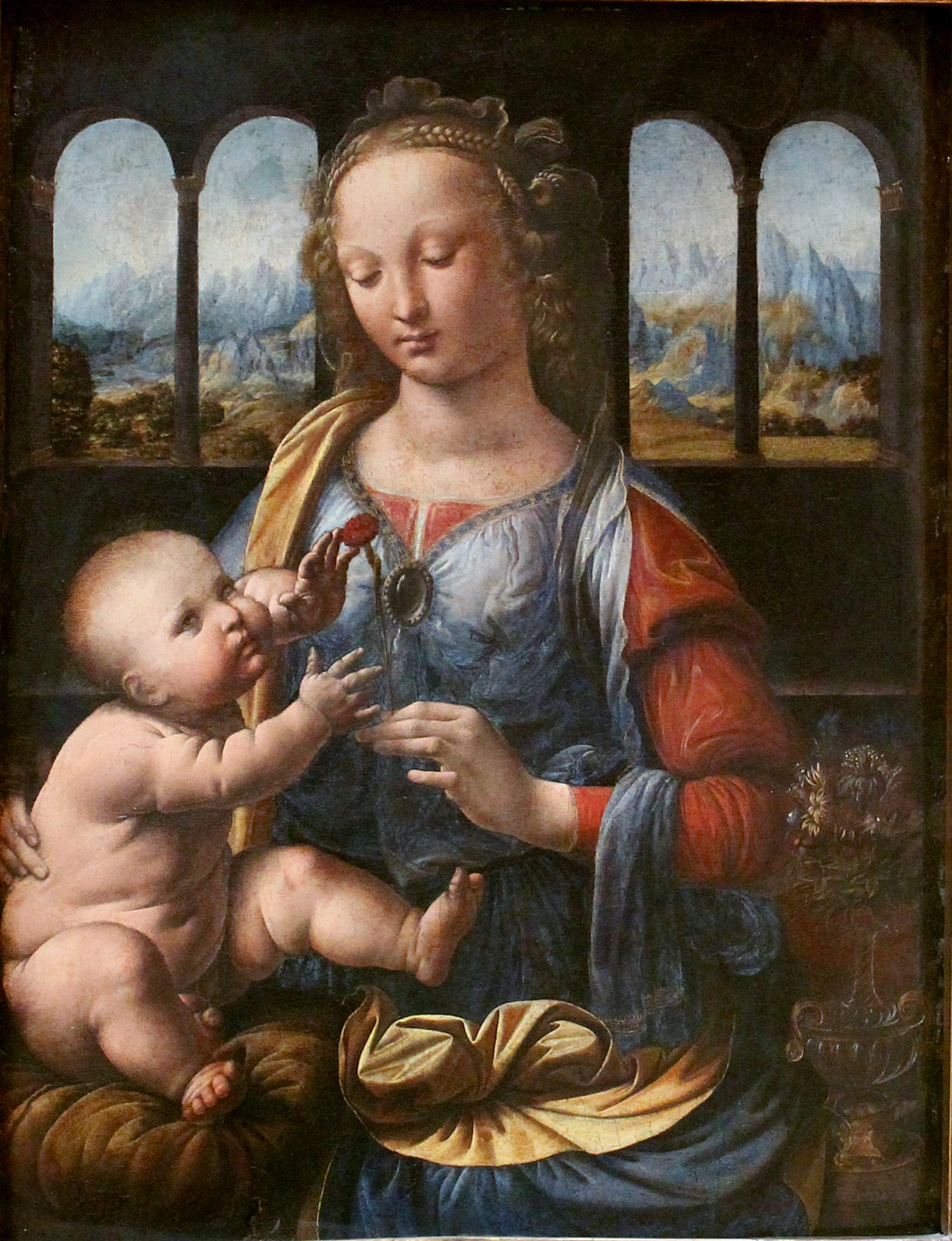
Леонардо да Вінчі, Мадонна з гвоздикою, Мюнхен
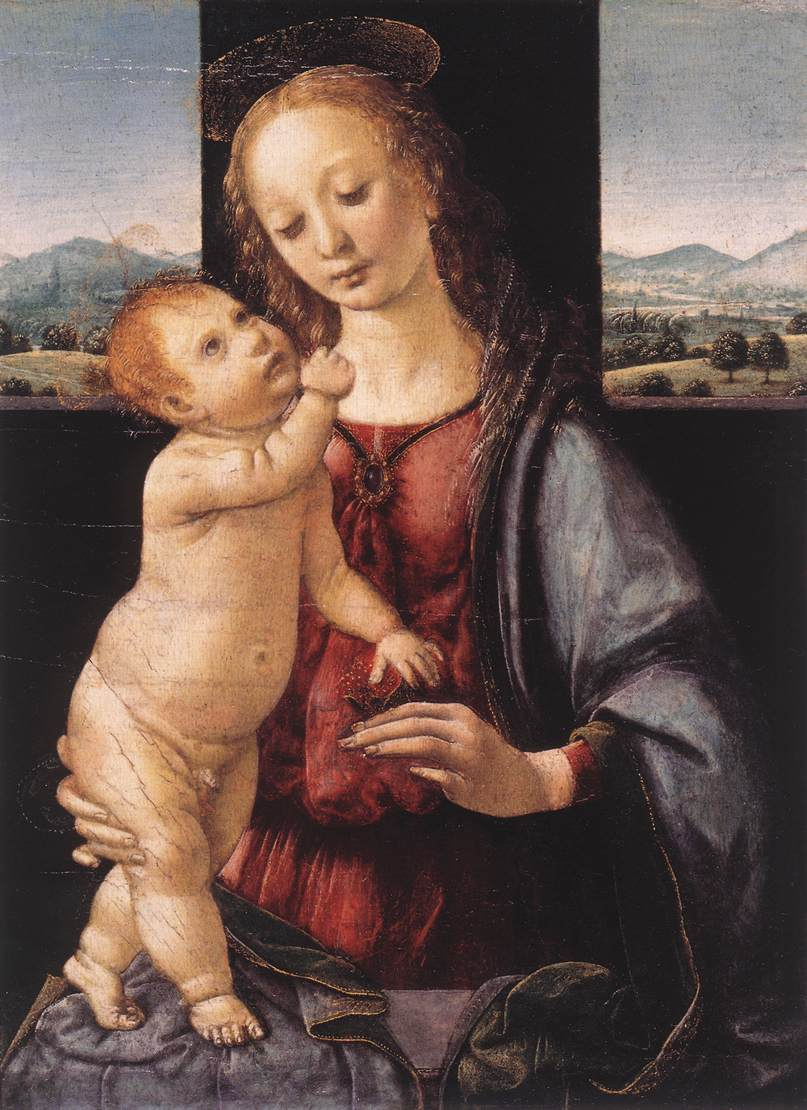
Лоренцо ді Креді, Мадонна Дрейфуса
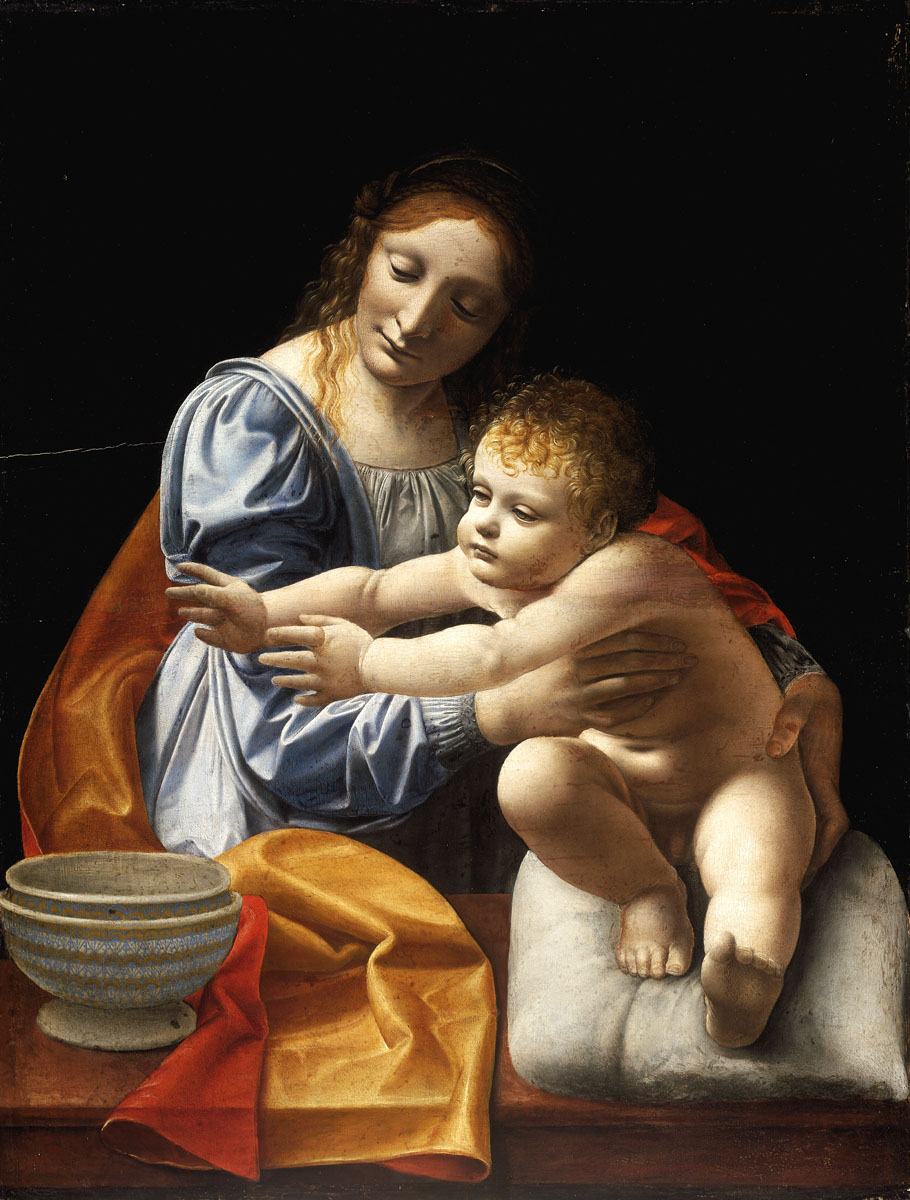
Больтраффіо, Мадонна з немовлям (не завершена), Будапешт
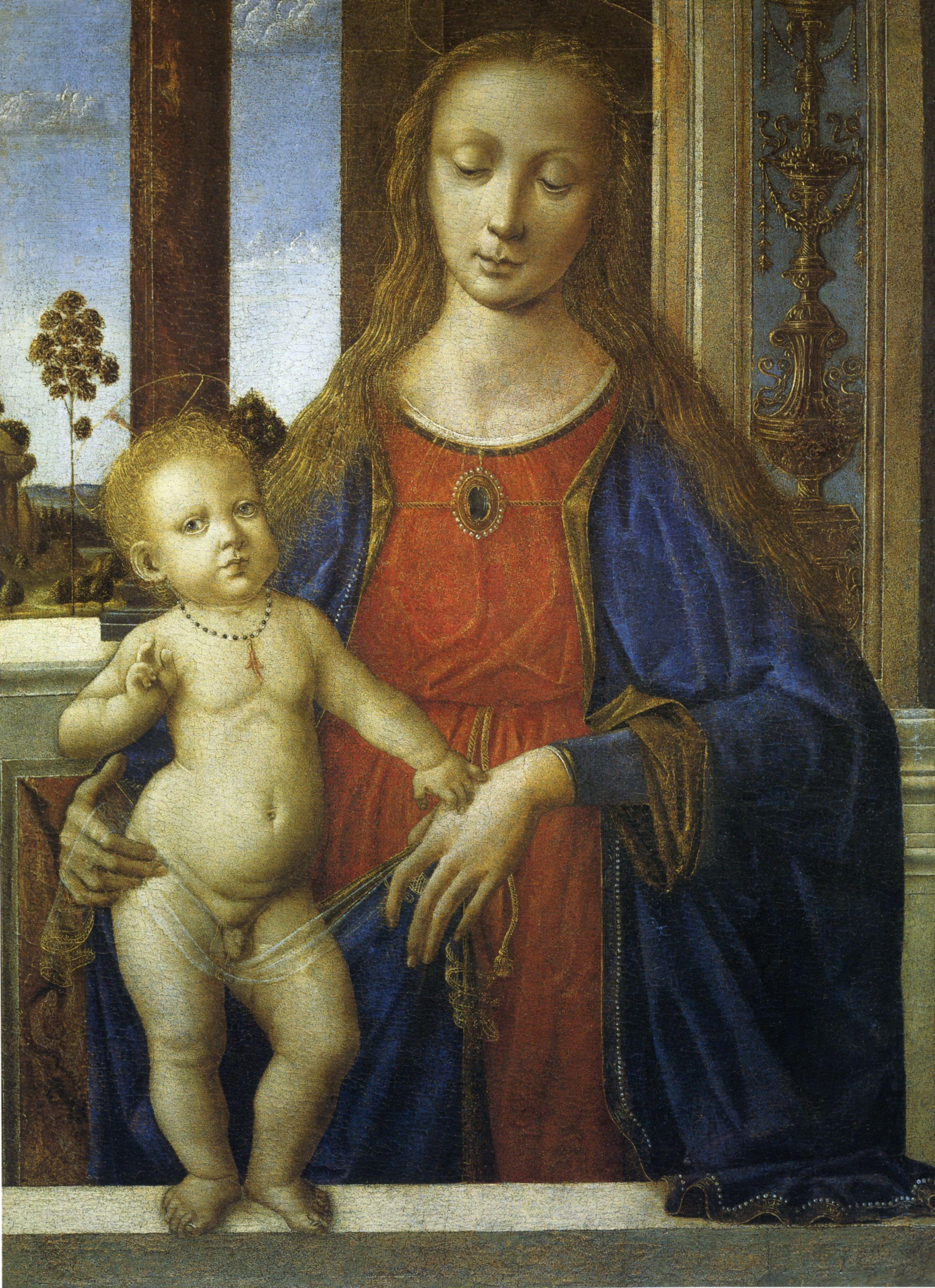
Перуджіно. Мадонна з немовлям, 1473, Мілан

### Співпраця з Верроккйо

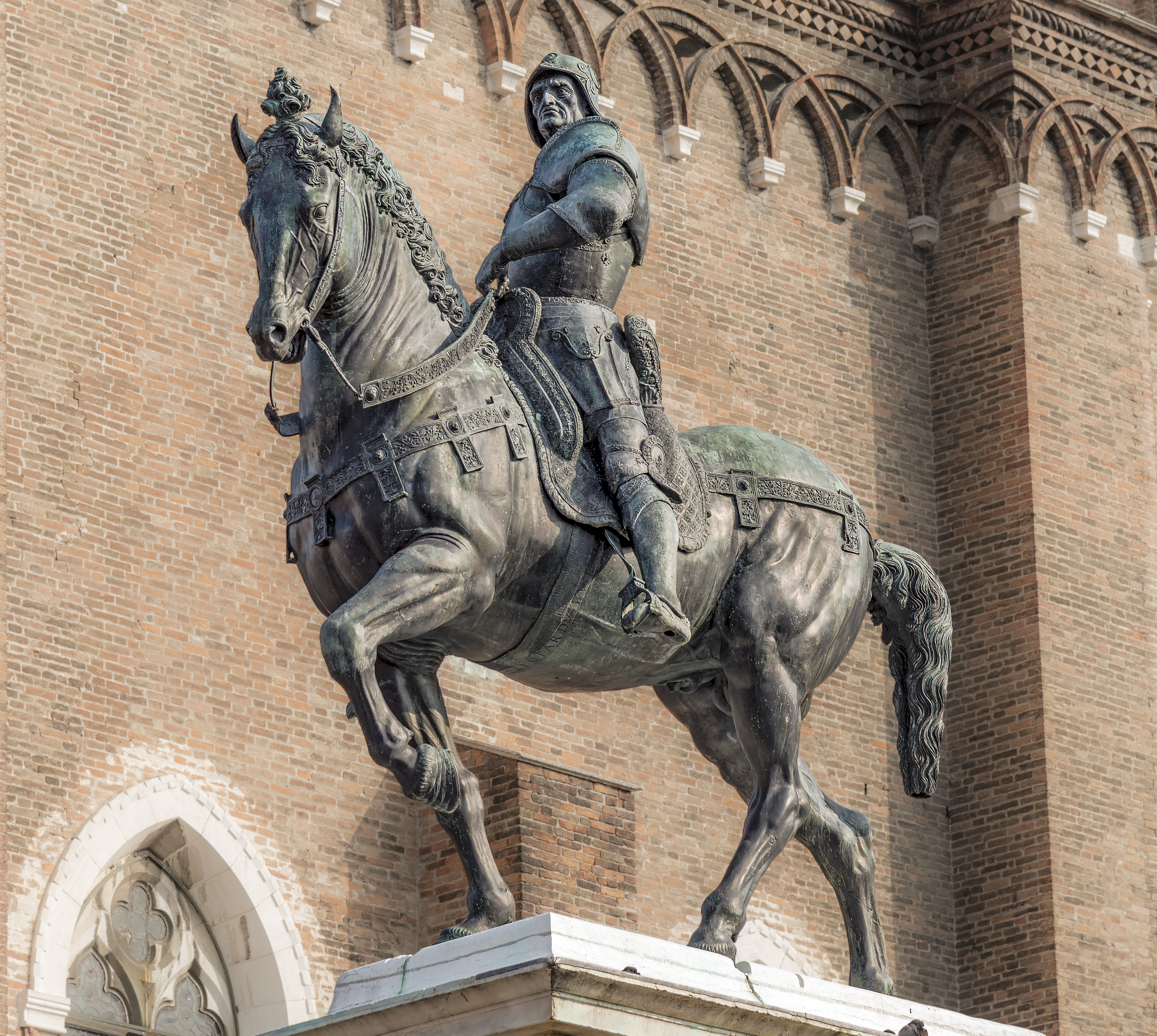
Венеція. Кінний монумент Коллеоні.

Особливо добрі стосунки склалися у Верроккйо з Лоренцо ді Креді, менш обдарованим, ніж Сандро Боттічеллі чи Леонардо, але слухняним і вірним голові боттеги. Коли літній роками Верроккйо відбув у Венецію задля створення кінного монументу полководцю Коллеоні, його супроводжував і Креді. Останній серед тих, хто доводив монумент до завершення. Заслаблий Верроккйо зробив саме Лоренцо ді Креді своїм спадкоємцем. А вдячний учень і помічник перевіз померлого Верроккйо у Флоренцію задля поховання на батьківщині.

### Портрет Лоренцо ді Креді

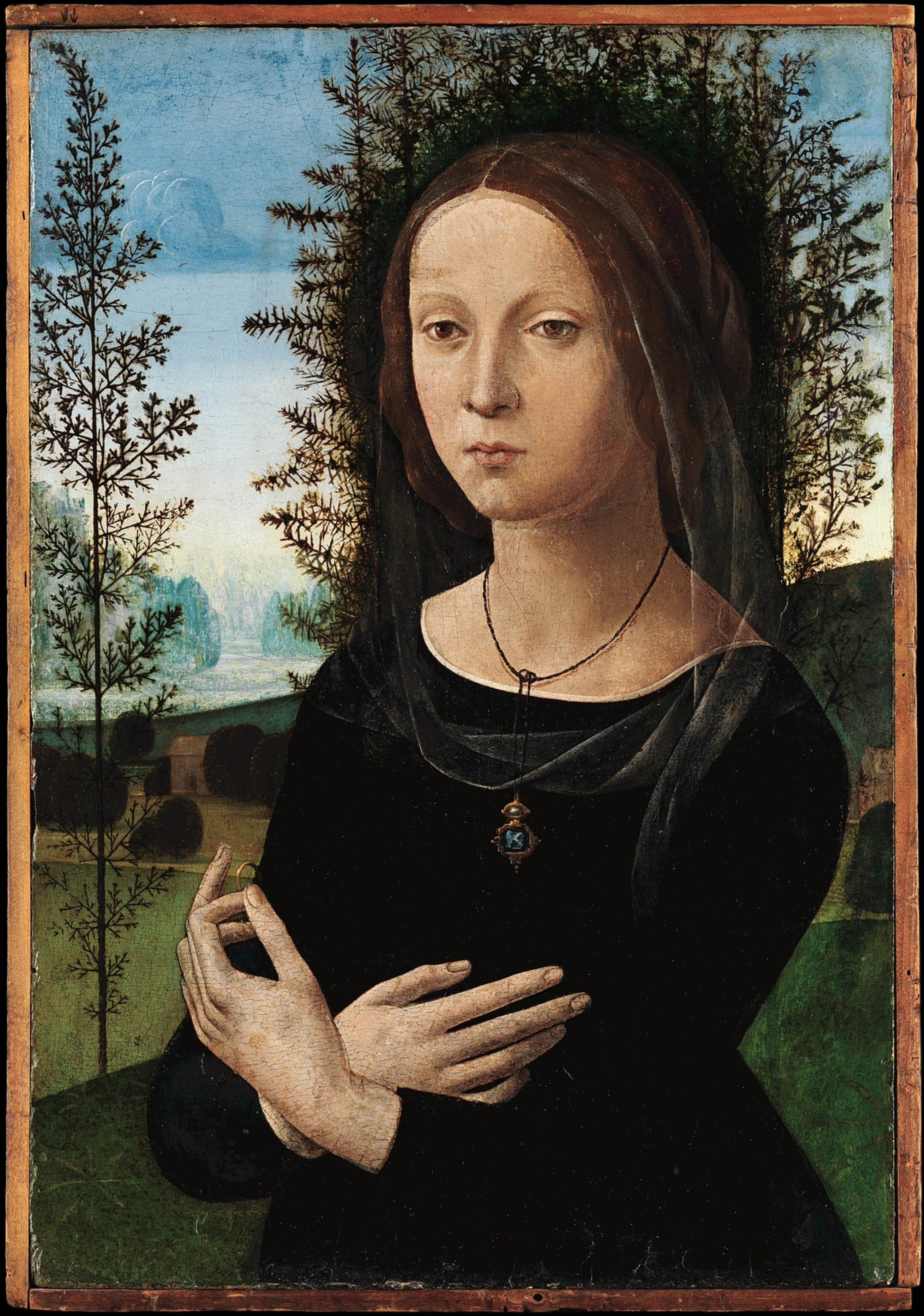
Лоренцо ді Креді. Жінка в чорній сукні, 1490-ті рр., Метрополітен-музей

Саме до цього сумного періоду відноситься портрет Лоренцо ді Креді, що написав Перуджіно (Вашингтон, Національна галерея). Майстрові 32 роки, він похмурий, занурений у невеселі думки, в чорному одязі. На звороті колись був напис, що тому 32 роки та 8 місяців. Це період після поховання Верроккйо.
Життєпис Лоренцо ді Креді в 16 ст. створив Джорджо Вазарі.

## Вибрані твори
- Мадонна з немовлям і гранатом, 1469 (Мадонна Дрейфуса)
- портрет дівчини, Берлін
- чоловічий портрет (Андреа Верроккйо ?)
- юнак з червоним капелюшком
- вівтар «Мадонна з немовлям і двома святими», Дрезден
- жінка в чорній сукні, 1490-ті рр., Метрополітен-музей
- Катеріна Сфорца, Пінакотека  Чівіка, м. Форлі, Італія
- тондо Мадонна з немовлям і святими, Ермітаж
- Мадонна з немовлям та Іваном Хрестителем-дитиною, 1480, Дрезден
- Благовіщення, декілька варіантів